# Келе (мультфильм)
«Келе» — советский короткометражный мультфильм, снятый в 1988 году по мотивам чукотской сказки о Келе и девушках.

## Сюжет
Две девочки из чукотского стойбища решили отправиться в тундру собирать ягоды и услышали, как на дудке играет чудовище Келе. Оставив дудку, Келе ушёл поесть ягод, в то время как девочки нашли дудку и начали на ней играть. Увлёкшись, они не замечают, как к ним на шум подошёл Келе. Схватив девочек, Келе решил отдохнуть и повесил их на дерево. Девочки попросили пролетающую птицу освободить их и убежали. Проснувшийся Келе бросается в погоню. Добравшись до широкой реки, он спрашивает у девочек, которые уже перебрались на другой берег, как попасть к ним. Они советуют ему выпить из реки воду и посуху перейти по дну. Глупый Келе так и поступает, но выпив слишком много воды, лопается. Девочки счастливо возвращаются домой, а Келе, зашив на своем брюхе дыру, утешается игрой на дудке.

## Съёмочная группа
| авторы сценария, кинорежиссёры и художники-постановщики | Михаил Алдашин, Пеэп Педмансон                         |
| кинооператор                                            | Кабул Расулов                                          |
| звукооператор                                           | Сергей Карпов                                          |
| художники-мультипликаторы                               | Михаил Алдашин, Пеэп Педмансон, Людмила Игнатенко      |
| роли озвучивали                                         | Александр Закржевский, Полина Снесарева, А. Чугуевская |
| xудожники                                               | Наталья Демидова, Пеэп Педмансон, Владимир Байрамов    |
| ассистент режиссёра                                     | Зоя Монетова                                           |
| монтаж                                                  | Н. Снесарева                                           |
| художественный руководитель                             | Андрей Хржановский                                     |
| редактор                                                | Елена Михайлова                                        |
| директор съемночной группы                              | Татьяна Зозуля                                         |

## Фестивали и премии
- 1991 — Кинофестиваль «ФесАн» : приз «Полкан».[2]